# Spirembolus tortuosus
Spirembolus tortuosus là một loài nhện trong họ Linyphiidae.
Loài này thuộc chi Spirembolus. Loài được miêu tả năm 1925 bởi Crosby. Chúng được tìm thấy ở Hoa Kỳ.